# HIGH G.K LOW 〜ハジケロ〜
「HIGH G.K LOW 〜ハジケロ〜」は、GReeeeNの通算2枚目となるシングル。2007年3月28日にNAYUTAWAVE RECORDSより発売。

## 概要
2007年3月28日に発売。作詞・作曲はGReeeeN。
MVは一部のシーンで東京都葛飾区にある水元公園で撮影された。ダンサー役を務めた4人の中に、のちにGENERATIONS from EXILE TRIBEのメンバーとなった佐野玲於が出演していることでも知られる。

## 収録曲
1. HIGH G.K LOW 〜ハジケロ〜 (3:35)
  - 日本コカ・コーラ「Sprite」CMソング
  - TBS系「ネプ理科」エンディングテーマ
  - 日本テレビ系「くちコミ☆ジョニー!」オープニングテーマ ※ただし、BGM扱い
2. DREAM (4:42)

## 収録アルバム
- あっ、ども。はじめまして。（#1）
- いままでのA面、B面ですと!?（#1,2）
- いいね!(´・ω・｀)☆（#2、初回盤Aのみ収録）
- ALL SINGLeeeeS 〜& New Beginning〜（#1）